# 1526

## Události
Automatický abecedně řazený seznam viz Kategorie:Události roku 1526
- 14. leden – Madridský mír, francouzský král František I. odstoupil Karlu V. Burgundsko a vzdal se nároku na Flandry, Artois, Neapol a Milán.
- 26. leden – Lhůta, ve které museli španělští muslimové konvertovat ke křesťanství nebo odejít, uplynula v Aragonské koruně a Katalánském knížectví, jak bylo nařízeno ediktem z 25. listopadu Karlem V., císařem Svaté říše římské, jednajícím ve své funkci španělského krále. Lhůta pro Valencijské království uplynula 31. prosince 1525.
- 22. květen – Francie odvolala Madridský mír a společně s papežem Klementem VII. a některými italskými městy vytvořila koalici proti Karlu V.
- 23. květen 16:12 – 21:48 UTC – přechod Venuše přes sluneční kotouč
- 9. června – Na japonský Chryzantémový trůn nastoupil císař Go-Nara.
- 24. červenec – Karel V. dobyl Milán.
- 21. srpna – Španělský mořeplavec Alonso de Salazar objevil v Pacifiku Marshallovy ostrovy.

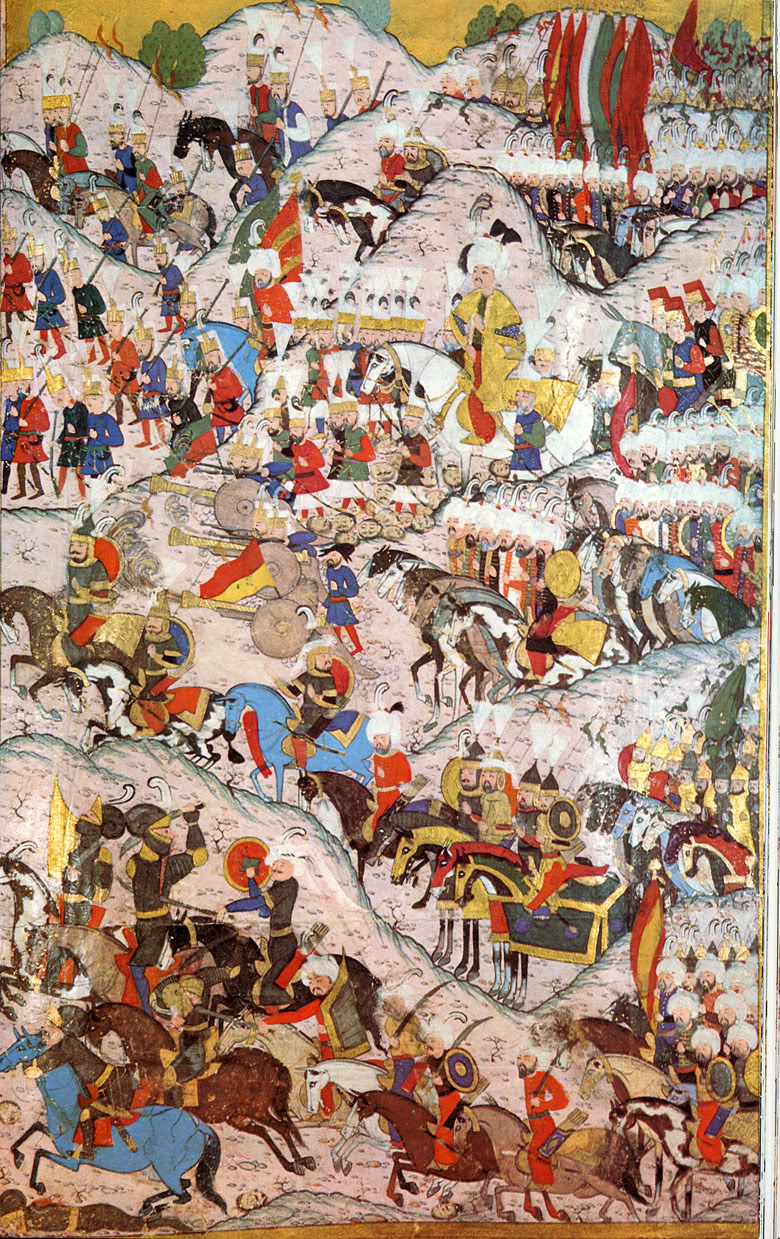
29. srpna: bitva u Moháče

- 29. srpna: bitva u Moháče29. srpen – V bitvě u Moháče zvítězila turecká vojska Sulejmana I. nad uherským vojskem Ludvíka Jagellonského, který při útěku zahynul. Ludvíkem Jagelonským vymřela česko-uherská větev Jagellonců a na český trůn mohli nastoupit Habsburkové.
- 23. říjen – České stavy zvolily Ferdinanda Habsburského českým králem.
- 25. říjen – Byla otevřena první poštovní trať v Čechách. Spojovala Prahu s Vídní, cesta trvala 36 hodin a poštovní spojení obstarávala rodina Taxisů.
- 10. listopadu – Uherské stavy zvolily sedmihradského vévodu Jana Zápolského uherským králem.
- 16. prosince – V Bratislavě se Ferdinand I. nechal zvolit uherským králem.
- Bábur porazil v bitvě u Pánípatu dillíjského sultána a obsadil samotné Dillí.
- Německý malíř Albrecht Dürer namaloval dvojobraz Čtyři apoštolové.

## Narození

### Česko
- 14. července – Jáchym z Hradce, šlechtic, nejvyšší kancléř Království českého a tajný rada císaře Maxmiliána II. († 1565)
- ? – Bavor Rodovský mladší z Hustiřan, šlechtic a alchymista († 1591)
- ? – Martin Hanno, renesanční spisovatel († 1550)

### Svět
- 1. ledna – Ludvík Bertrán, španělský misionář v Latinské Americe, patron Kolumbie († 1581)

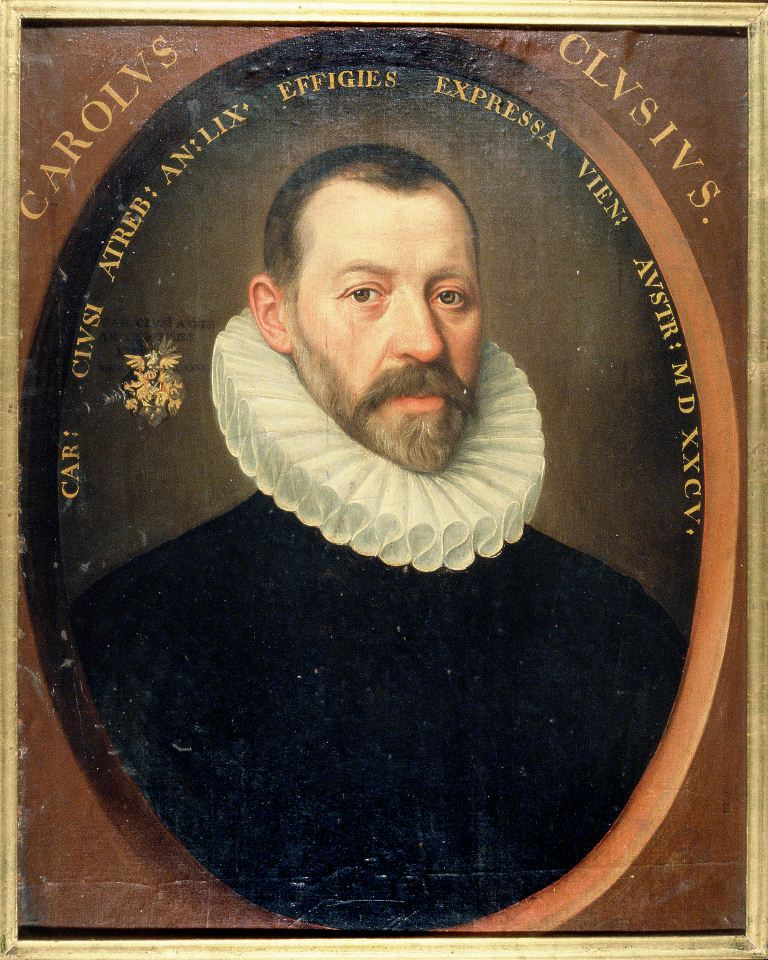
Carolus Clusius

- Carolus Clusius19. února – Carolus Clusius, nizozemský botanik († 4. dubna 1609)
- 9. července – Alžběta Habsburská, polská královna jako manželka Zikmunda II. Augusta († 1545)
- 31. července – August Saský, saský kurfiřt († 11. února 1586)

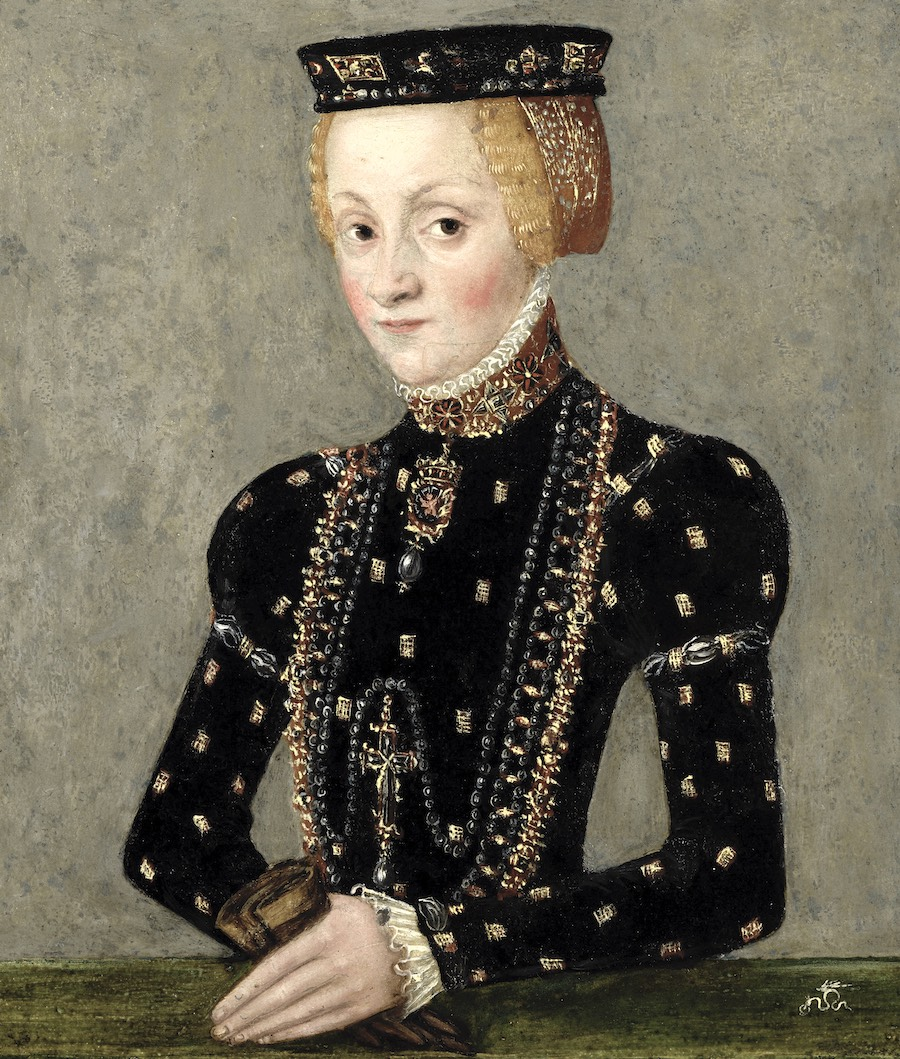
Kateřina Jagellonská

- Kateřina Jagellonská1. listopadu – Kateřina Jagellonská, švédská královna jako manželka Jana III. Švédského († 1583)
- ? – Elisabeth Brookeová, anglická šlechtična († 1565)
- ? – Benedikt Černý, katolický světec († 4. dubna 1589)
- ? – Hurtado Pérez, jezuitský teolog a první rektor Jezuitské koleje v Olomouci († 1594)
- ? – Wang Š’-čen, čínský spisovatel a historik († 1590)

## Úmrtí
- 16. ledna – Kateřina Falcká, abatyše z Neuburgu am Neckar (* 1499)

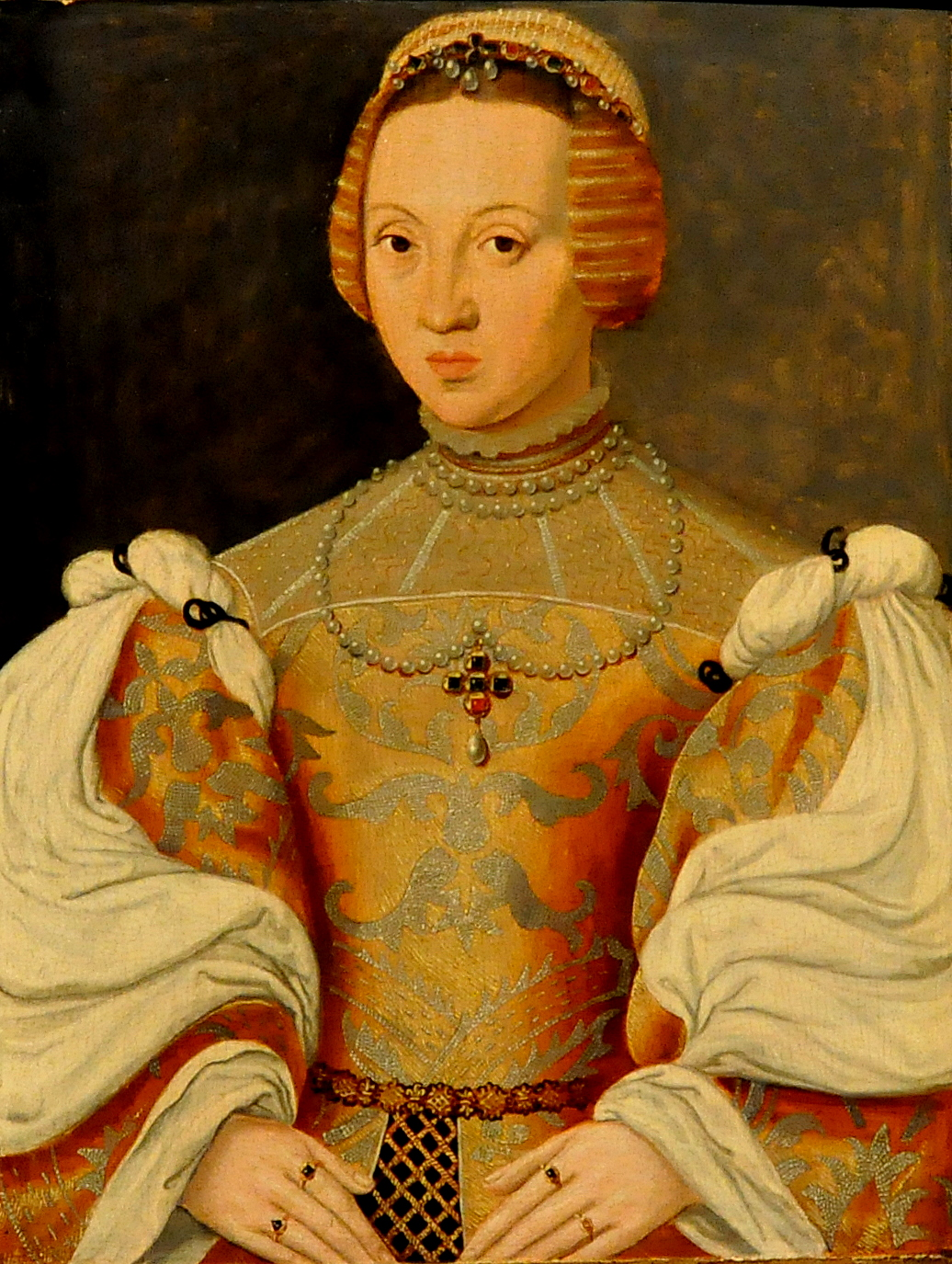
Isabela Habsburská

- Isabela Habsburská19. ledna – Isabela Habsburská, švédská, norská a dánská královna jako manželka Kristiána II. Dánského (* 18. července 1501)
- 19. května – Go-Kašiwabara, japonský císař (* 19. listopadu 1464)
- 30. července – Garcia Jofre de Loaisa, španělský mořeplavec (* 1485)
- 4. srpna – Juan Sebastián Elcano, španělský mořeplavec (* 1476)

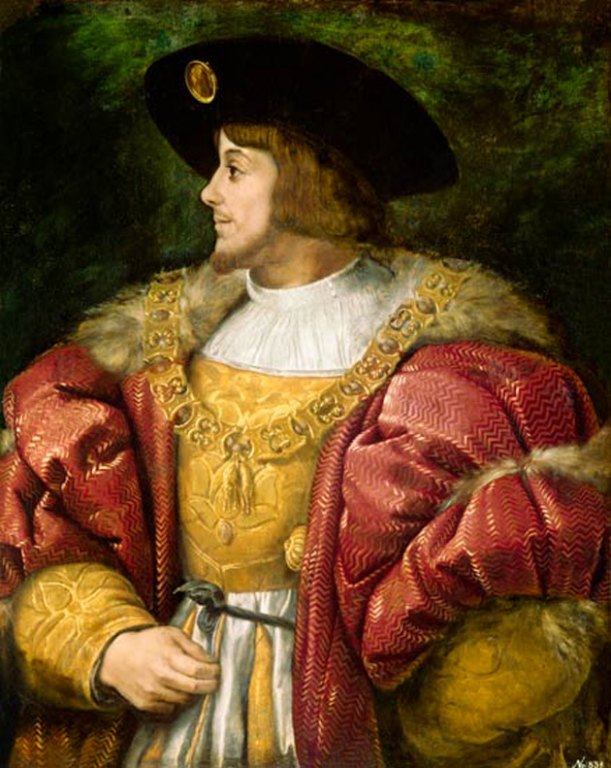
Ludvík Jagellonský

- Ludvík Jagellonský29. srpna – Ludvík Jagellonský, český a uherský král (* 1. července 1506)
- 5. listopadu – Scipione del Ferro, italský matematik (* 6. února 1465)
- 30. listopadu – Giovanni dalle Bande Nere, italský velitel armády (* 6. dubna 1498)
- 9. prosince – Liou Ťien, politik čínské říše Ming (* 27. února 1433)
- ? – Andrea Ferrucci, italský sochař (* 1465)
- ? – Konrád Grebel, humanistický učenec (* okolo 1498)
- ? – Jakub Heilmann ze Schweinfurtu, kameník (* okolo 1475)
- ? – Francisco Hernández de Córdoba, španělský dobyvatel
- ? – Ču Jün-ming, čínský kaligraf, básník a esejista (* 1460)
- ? – Štěpán Šlik, český šlechtic (* 1487)

## Hlavy států
- České království – Ludvík Jagellonský – Ferdinand I.
- Svatá říše římská – Karel V.
- Papež – Klement VII.
- Anglické království – Jindřich VIII. Tudor
- Francouzské království – František I.
- Polské království – Zikmund I. Starý
- Uherské království – Ludvík Jagellonský – Ferdinand I. – Jan Zápolský
- Španělské království – Karel V.
- Burgundské vévodství – Karel V.
- Osmanská říše – Sulejman I.
- Perská říše – Tahmásp I.